# Stenoporpia vernalella
Stenoporpia vernalella là một loài bướm đêm trong họ Geometridae.